# Hans Feige
Hans Feige (10. november 1880 i Königsberg – 17. september 1953 i Schussenried i Württemberg) var en tysk karriereofficer, som deltog i såvel 1. som 2. verdenskrig. Efter endt officersuddannelse indtrådte han i den tyske hær i 1900 som løjtnant og ved 1. verdenskrigs udbrud havde han rang af kaptajn. Under 1. verdenskrig var han primært beskæftiget som stabsofficer ved generalstaben. Han havde dog også andre poster og blev såret mens han gjorde tjeneste med 38. division i 1916. Han sluttede krigen med rang af major.
Efter 1. verdenskrigs slutning deltog han i Freikorps Görlitz fra 28. februar 1919 til 1. marts 1920, hvorefter han kom ind i Reichswehr. I de følgende år vekslede han mellem at have kommandoen over enheder og stabsjob. Samtidig steg han i graderne, så han ved sin pensionering i 1935 havde rang af generalløjtnant med kommando over 1. kavaleridivision.
I 1936 var han leder af det tyske hold i ridning ved De olympiske lege i Berlin.
Få dage før 2. verdenskrigs udbrud blev han kaldt tilbage til aktiv tjeneste, hvor han fik kommandoen over Reservehæren i 2. militærdistrikt. I 1940 fik han kommandoen over XXXVI Korps, og deltog hermed i Slaget om Frankrig. I august 1940 blev korpset (ca. 40.000 tropper) flyttet til Norge og senere til det nordlige Finland. Her deltog det i Operation Barbarossa – angrebet på Sovjetunionen. Den specifikke operation havde kodenavnet Operation Silberfuchs og havde Murmansk som mål, men på grund af det vanskelige terræn, dårlige veje og utilstrækkelige styrker blev dette aldrig nået.  
Den 21. november 1941 blev Feige frataget kommandoen over XXXVI Korps og overført til reserven. Med udgangen af juni 1942 blev han endelig pensioneret. 